# (199687) Erősszsolt
(199687) Erősszsolt est un astéroïde de la ceinture principale.

## Description
(199687) Erosszsolt est un astéroïde de la ceinture principale. Il fut découvert le 21 avril 2006 à Piszkesteto par Krisztián Sárneczky. Il présente une orbite caractérisée par un demi-grand axe de 3,08 UA, une excentricité de 0,12 et une inclinaison de 2,6° par rapport à l'écliptique.

## Compléments